# Добрышице (гмина)
Добрышице (пол. Dobryszyce) — сельская гмина (волость) в Польше, входит как административная единица в Радомщанский повет, Лодзинское воеводство. Население — 4225 человек (на 2008 год).

## Сельские округа
1. Блёк-Добрышице
2. Борова
3. Боровецко
4. Вевюрув
5. Добрышице
6. Галёнки
7. Залесички
8. Зданя
9. Жабы
10. Рожны
11. Руда

## Соседние гмины
1. Гмина Гомунице
2. Гмина Каменьск
3. Гмина Клещув
4. Гмина Льгота-Велька
5. Гмина Ладзице
6. Гмина Радомско
7. Радомско